# Sobibor-Prozess
Der Sobibor-Prozess Mitte der 1960er Jahre war ein Prozess gegen zwölf ehemalige SS-Angehörige des Vernichtungslagers Sobibor vor dem Landgericht Hagen. Ihm voran gingen zwei Sobibor-Prozesse, die 1950 in Berlin und Frankfurt am Main geführt wurden. Auch in den 1970er und 1980er Jahren wurden noch Prozesse wegen Verbrechen in Sobibor geführt.
Im Belzec-Prozess, dem Sobibor-Prozess und in den Treblinka-Prozessen wurden die Massenvernichtungsverbrechen im Rahmen der Aktion Reinhardt, der Tötung von über zwei Millionen Juden und 50.000 Roma und Sinti verhandelt. Diese Prozesse stehen in unmittelbarem Zusammenhang mit den Massenmorden an 100.000 Behinderten im Rahmen der „Aktion T4“, da viele Wachleute vor ihrer Tätigkeit in den Vernichtungslagern in NS-Tötungsanstalten arbeiteten. Die ersten Euthanasie-Prozesse wurden kurz nach Kriegsende durchgeführt.
Von 2009 bis 2011 wurde vor dem Landgericht München II gegen den Ukrainer John (Iwan) Demjanjuk verhandelt, der Wachmann im Vernichtungslager Sobibor war und wegen Beihilfe zum Mord in tausenden Fällen zu einer Freiheitsstrafe von fünf Jahren verurteilt wurde.

## Die Sobibor-Prozesse in Berlin und Frankfurt 1950
Erich Bauer, der „Gasmeister“ von Sobibor, wurde 1949 von einem überlebenden Häftling in Berlin wiedererkannt und angezeigt. Das Berliner Landgericht verurteilte Bauer wegen Verbrechen gegen die Menschlichkeit auf Basis des Kontrollratsgesetzes Nr. 10 am 8. Mai 1950 zum Tode. Die Todesstrafe wurde jedoch in eine lebenslange Zuchthausstrafe umgewandelt, da das Grundgesetz die Todesstrafe nicht vorsieht.
| Angeklagter | Funktion in Sobibor                                             | Straftat | Urteil                                                  |
| ----------- | --------------------------------------------------------------- | --- | ------------------------------------------------------- |
| Erich Bauer | verantwortlich für die Vergasungen in Lager III („Totenlager“). | Verbrechen gegen die Menschlichkeit – Massentötung von Juden, Misshandlung und Erschießung einzelner Häftlinge | Todesstrafe – umgewandelt in lebenslängliches Zuchthaus |

Aufgrund einer Aussage Josef Hirtreiters, der bereits 1946 aufgrund des Ermittlungsverfahrens bezüglich der Tötung Behinderter in der „Euthanasie“-Anstalt Hadamar festgenommen und 1951 im ersten Treblinka-Prozess zu lebenslanger Haft verurteilt wurde, ermittelte die Staatsanwaltschaft Frankfurt einige Mittäter, die in Sobibor eingesetzt waren. Die Verhandlung vor dem Landgericht Frankfurt am Main endete am 25. August 1950 mit der Urteilsverkündung.
| Angeklagter     | Funktion in Sobibor             | Straftat                                     | Urteil |
| --------------- | ------------------------------- | -------------------------------------------- | --- |
| Hubert Gomerski | Leitung Waldkommando            | Mord in einer unbestimmten Anzahl von Fällen | lebenslänglich Zuchthaus |
| Johann Klier    | Leitung Bäckerei und Schuhlager | Beihilfe zum gemeinschaftlichen Mord         | Freispruch aufgrund erheblich entlastender Aussagen von überlebenden Sobiborhäftlingen (konspirative Hilfe für jüdische Häftlinge) |

## Der Sobibor-Prozess vor dem Landgericht Hagen
Der von der Öffentlichkeit kaum beachtete Prozess gegen die zwölf Angeklagten fand vom 6. September 1965 bis zum 20. Dezember 1966 vor dem Landgericht Hagen statt. Vor dem Landgericht Hagen erging am 15. Januar 1965 der Beschluss, gegen sieben Angeklagte kein Hauptverfahren zu eröffnen, da sie sich zur Tatzeit in einem Putativnotstand befunden hätten. Unter diesen sieben Angeklagten befanden sich fünf bereits im Belzec-Prozess Beschuldigte, und zwar Dubois, Fuchs, Jührs, Unverhau und Zierke. Im Gegensatz zu dem Belzec-Verfahren folgte das zuständige Oberlandesgericht Hamm diesem Beschluss nicht, daher wurde gegen alle Angeklagten das Hauptverfahren eröffnet. Während des Prozesses wurden mindestens 24 Zeugen vernommen, auch in den Vereinigten Staaten und Israel.

### Die Urteile und Straftaten im Einzelnen
| Angeklagter       | Funktion in Sobibor | Straftat                                                                                          | Urteil                                                    |
| ----------------- | --- | ------------------------------------------------------------------------------------------------- | --------------------------------------------------------- |
| Karl Frenzel      | Leiter des Lagers I (Jüdisches Arbeitskommando) | gemeinschaftlicher Mord an mindestens 150.000 Personen, Mord an 6 jüdischen Häftlingen            | lebenslängliche Haft                                      |
| Franz Wolf        | Aufsicht der Entkleidung der Opfer | Beihilfe zum gemeinschaftlichen Mord an mindestens 39.000 Personen                                | 8 Jahre Haft                                              |
| Erich Fuchs       | Beschaffung von Materialien für den Bau der Vernichtungsanlage                                                                                            | Beihilfe zum gemeinschaftlichen Mord an mindestens 79.000 Personen                                | 4 Jahre Haft                                              |
| Alfred Ittner     | Lagerbuchhalter, Konfiszierung der Wertsachen der Opfer                                                                                                   | Beihilfe zum gemeinschaftlichen Mord an mindestens 68.000 Personen                                | 4 Jahre Haft                                              |
| Erwin Lambert     | Bauleiter der Dienststelle T4 (Bau der Gaskammern in Sobibor)                                                                                             | Beihilfe zum gemeinschaftlichen Mord an mindestens 57.000 Personen                                | 3 Jahre Haft                                              |
| Werner Dubois     | zeitweise Leitung Waldkommando | Beihilfe zum gemeinschaftlicher Mord an mindestens 15.000 Personen                                | 3 Jahre Haft                                              |
| Erich Lachmann    | Leitung der Trawniki-Wachmannschaft bis Herbst 1942 | Beihilfe zum gemeinschaftlichen Mord an mindestens 150.000 Personen                               | Freispruch wegen Putativnotstand                          |
| Hans-Heinz Schütt | Büroarbeiten und Gehaltsabrechnungen | Beihilfe zum gemeinschaftlichen Mord an mindestens 86.000 Personen                                | Freispruch wegen Putativnotstand                          |
| Heinrich Unverhau | Leitung eines Kommandos aus Sobibor zur Errichtung eines Bauernhofs auf dem Gelände des aufgelösten und abgebrochenen Lagers Belzec zur Spurenverwischung | Beihilfe zum gemeinschaftlichen Mord an mindestens 72.000 Personen                                | Freispruch wegen Putativnotstand                          |
| Robert Jührs      | Überwachung des Abbruchs des Lagers | Beihilfe zum gemeinschaftlichen Mord an 30 Personen                                               | Freispruch wegen Putativnotstand                          |
| Ernst Zierke      | Überwachung des Abbruchs des Lagers | Beihilfe zum gemeinschaftlichen Mord an 30 Personen                                               | Freispruch wegen Putativnotstand                          |
| Kurt Bolender     | Leitung des Krematoriums in Lager III. („Totenlager“) bis Herbst 1942, ab dann Leitung der Trawniki-Wachmannschaft                                        | Beihilfe zum gemeinschaftlichen Mord an mindestens 86.000 Personen, Mord in mindestens 360 Fällen | Suizid am 10. Oktober 1966 noch vor der Urteilsverkündung |

## Weitere Prozesse gegen das Lagerpersonal des Vernichtungslagers Sobibor
Gegen den ehemaligen Lagerkommandanten von Sobibor und Treblinka, Franz Stangl, der während des Hagener Prozesses noch als vermisst galt, wurde 1970 vor dem Landgericht Düsseldorf ebenfalls verhandelt, wobei in diesem Prozess im Wesentlichen seine Verbrechen in Treblinka im Vordergrund standen. Vor dem Landgericht Hamburg endete 1976 ein weiteres Verfahren gegen sechs Angeklagte, das Verbrechen im Rahmen der Aktion Reinhardt auch in Sobibor umfasste – die sechs Angeklagten wurden freigesprochen.

## Prozesse gegen die Trawniki-Männer
In der Sowjetunion wurden bereits in der Nachkriegszeit Prozesse gegen die ukrainischen Trawniki-Männer, die als Wachpersonal auch in den Vernichtungslagern Sobibor, Belzec und Treblinka eingesetzt waren, geführt. Nach dem Krieg wurden sechs von ihnen zum Tode verurteilt und hingerichtet. In Kiew fanden 1963 (gegen 11 Angeklagte) und 1965 (gegen 3 Angeklagte) weitere Prozesse gegen Trawniki-Männer statt, bis auf einen Angeklagten, der eine fünfzehnjährige Haftstrafe erhielt, wurden alle zum Tode verurteilt und hingerichtet. Hauptzeuge der Anklage in dem Prozess 1963 war Alexander Petscherski, der 1943 den
Aufstand von Sobibór geplant und zusammen mit Leon Feldhendler angeführt hatte. Auch andernorts wurden bis in die 1980er Jahre diesbezügliche Prozesse geführt, so gegen Beschuldigte, die in den Vereinigten Staaten (John Demjanjuk) oder Kanada untergetaucht waren.

## Der Sobibor-Prozess gegen John Demjanjuk
Siehe auch Hauptartikel John Demjanjuk
Am 30. November 2009 wurde vor dem Landgericht München II ein Prozess gegen den Ukrainer John Demjanjuk eröffnet. Am 12. Mai 2011 wurde er wegen Beihilfe zum Mord an mindestens 27.900 Juden vom Landgericht München II zu fünf Jahren Haft verurteilt.